# No más mujeres

## Argumento
Una mujer quiere lograr que su marido, un playboy incansable, se olvide de las demás mujeres y se centre únicamente en ella.

## Comentarios
El film se basa en una obra teatral firmada por A.E. Thomas.